# IC 2442
IC 2442 ist eine Spiralgalaxie vom Hubble-Typ Sbc? im Sternbild Krebs auf der Ekliptik. Sie ist schätzungsweise 493 Millionen Lichtjahre von der Milchstraße entfernt und hat einen Durchmesser von etwa 70.000 Lj.

Im gleichen Himmelsareal befindet sich die verschmelzende Galaxie IC 2441.
Das Objekt wurde am 22. April 1896 von Stéphane Javelle entdeckt.